# Несолонь
Не́солонь (укр. Несолонь) — село на Украине, основано в 1569 году, находится в Новоград-Волынском районе Житомирской области.
Население по переписи 2001 года составляет 600 человек. Почтовый индекс — 11771. Телефонный код — 4141. Занимает площадь 2,674 км².

## Адрес местного совета
11771, Житомирская область, Новоград-Волынский р-н, с. Несолонь